# Jean-Philippe Mateta
Jean-Philippe Mateta (28 juni 1997) is een Frans voetballer die doorgaans als aanvaller speelt. Hij verruilde FSV Mainz in januari 2022 voor Crystal Palace.

## Clubcarrière
Mateta speelde in de jeugd bij JA Drancy en LB Châteauroux. Hij maakte 13 treffers in 26 competitieduels voor Châteauroux in de Championnat National. Mateta ging in september 2016 in ruil voor drie miljoen euro naar Olympique Lyon, waar hij een vijfjarig contract tekende. Hij debuteerde op 21 september 2016 in de Ligue 1, thuis tegen Montpellier. Hij viel na 76 minuten in voor Gnaly Cornet. Daarna mocht hij vier maanden later nog een keer invallen in de Coupe de France en in april 2017 een keer beginnen in een competitiewedstrijd tegen AS Monaco. Daarmee zat zijn avontuur bij Lyon erop. Olympique verhuurde Mateta in juli 2017 namelijk voor een jaar aan Le Havre om hem meteen na terugkomst voor 8 miljoen euro te verkopen aan FSV Mainz.
Na zijn goede seizoen in de Ligue 2 werd Mateta ook bij Mainz meteen basisspeler. Hij maakte in zijn eerste jaar in Duitsland veertien doelpunten in de Bundesliga, met onder meer een hattrick tegen SC Freiburg. Hij scheurde in juli 2019 alleen een meniscus. Daardoor begon het seizoen 2019/20 pas halverwege december voor hem. Mateta hervond in het eerste halfjaar van 2020/21 zijn ritme en begon weer bijna een op twee te lopen.
Mainz verhuurde Mateta in januari 2021 voor anderhalf seizoen aan Crystal Palace. Dat bedong daarbij een optie om hem definitief over te nemen. Die lichtte de Engelse club in januari 2022. Mateta ging bij Crystal Palace vooral dienen als reservespeler.

## Clubstatistieken
| Seizoen     | Club             | Competitie           | Competitie | Competitie | Beker | Beker | Internationaal | Internationaal | Totaal | Totaal |
| Seizoen     | Club             | Competitie           | Wed.       | Dlp.       | Wed.  | Dlp.  | Wed.           | Dlp.           | Wed.   | Dlp.   |
| ----------- | ---------------- | -------------------- | ---------- | ---------- | ----- | ----- | -------------- | -------------- | ------ | ------ |
| 2015/16     | LB Châteauroux   | Championnat National | 22         | 11         | 0     | 0     | —              | —              | 22     | 11     |
| 2016/17     | LB Châteauroux   | Championnat National | 4          | 2          | 1     | 3     | —              | —              | 5      | 5      |
| 2016/17     | Olympique Lyon   | Ligue 1              | 2          | 0          | 1     | 0     | —              | —              | 3      | 0      |
| 2017/18     | → Le Havre       | Ligue 2              | 37         | 19         | 1     | 1     | —              | —              | 38     | 20     |
| 2018/19     | FSV Mainz        | Bundesliga           | 34         | 14         | 2     | 0     | —              | —              | 36     | 14     |
| 2019/20     | FSV Mainz        | Bundesliga           | 18         | 3          | 0     | 0     | —              | —              | 18     | 3      |
| 2020/21     | FSV Mainz        | Bundesliga           | 15         | 7          | 2     | 3     | —              | —              | 17     | 10     |
| 2020/21     | → Crystal Palace | Premier League       | 7          | 1          | 0     | 0     | —              | —              | 7      | 1      |
| 2021/22     | → Crystal Palace | Premier League       | 7          | 1          | 2     | 1     | —              | —              | 9      | 2      |
| 2021/22     | Crystal Palace   | Premier League       | 15         | 4          | 4     | 1     | —              | —              | 19     | 5      |
| 2022/23     | Crystal Palace   | Premier League       | 29         | 2          | 3     | 0     | —              | —              | 32     | 2      |
| Club totaal | Club totaal      | Club totaal          | 190        | 64         | 16    | 9     | 0              | 0              | 206    | 73     |

Bijgewerkt t/m 31 juli 2023

## Interlandcarrière
Mateta maakte deel uit van Frankrijk –19 en Frankrijk –21. Met laatstgenoemde team nam hij deel aan het EK –21 van 2019.